# Maurice Montégut
Maurice Montégut, né le 16 juillet 1855 à Paris et mort le 28 novembre 1911 dans la même ville, est un poète et romancier français, feulletoniste pour plusieurs journaux. 

## Biographie
Maurice Montégut est le fils de Pierre-Alexis Montégut et Anne-Françoise-Elodie Pluchonneau, mariés le 27 août 1845 à Paris. Inscrit au lycée Charlemagne, Maurice Montégur débute à 18 ans avec le recueil de poésies La Bohème sentimentale, suivi l'année après de Les romans tragiques. Il poursuit avec des drames en vers. Vers 1884 il entreprend un œuvre en prose, livres de contes, romans populaires et nouvelles, parus en feuilleton dans divers journaux avant d'être édité en volume chez des éditeurs divers.
Maurice Montégut est un « romancier très prolifique, proche du mouvement naturaliste ». De son œuvre, Le mur, roman sur la Commune de Paris, est réédité en 2000.
Il est inhumé au cimetière de Montmartre (division 9).
Il était très lié au peintre Gustave Nicolas Pinel.

## Choix d'œuvres
- 1875 : La Bohème sentimentale, poésies, Glady frères, Paris.
- 1875 : Le Roman tragique I. Le duc Pascal, poésies, Glady frères, Paris[lire en ligne].
- 1878 : Lady Tempest, légende tragique, G. Charpentier, Paris
- 1883 : Poésies complètes, G.Charpentier, Paris [lire en ligne].
- 1883 : Drames, G. Charpentier, Paris [lire en ligne]
- 1884 : Entre les lignes, nouvelles, P. Ollendorff, Paris [lire en ligne]
- 1887 : La Peau d'un homme roman moderne, E. Dentu, Paris [lire en ligne]
- 1889 : Romantique folie. Carabas E. Dentu, Paris. Traduit en néerlandais Carabas, in: De Huisvriend, 1892 [lire en ligne]
- 1891 : Déjeuners de soleil, illustré par Alice Martin de Voos, E. Dentu.
- 1892 : Le Mur, roman de la Commune, mars-avril-mai 1871, E. Dentu, Paris.
- 1893 : Madame Tout le Monde, nouvelles, E. Dentu, Paris [lire en ligne].
- 1900 : L'Ami d'enfance
- 1900 Les lois de la princesse ( conte galant et philosophique). Chez Offenstadt frères Paris
- 1901 : Les Chevauchées de Joconde
- 1901 : L'amour à crédit, roman, Ollendorf, Paris.
- Les épées de fer, paru en feuilleton en 1903 dans le journal Le Temps[6].
- 1903 : Contes à Mariani
- 1904 : Filles pauvres, roman
- 1907 : Du pain ! 1815 - 1847, roman, Ollendorf, Paris.
- 1912 : Petites gens et grands cœurs, Lemerre, Paris.
- 1912 : Les Clowns, roman du Second Empire, Lemerre, Paris [lire en ligne]